# جيرهارد مولر (عالم فيزياء الأرض)
جيرهارد مولر (بالألمانية: Gerhard Müller)‏ هو عالم فيزياء الأرض ألماني، ولد في 25 نوفمبر 1940 في شفايبيش غموند في ألمانيا، وتوفي في 9 يوليو 2002.